# Fulda (grad)
Fulda je grad od 63.958 stanovnika u njemačkoj saveznoj pokrajini Hessen, na rijeci Fuldi. Grad je upravno sjedište istoimenog okruga (Kreis) Fulda.

## Povijest

### Fulda do 20. stoljeća
Razvoj Fulde neraskidivo je vezan uz benediktinski samostan Fulda, koji je 744. godine osnovao sv. Sturm (Sturmius), učenik sv. Bonifacija, pokrštavatelja germanskih plemena. Samostan je bio izuzetno važan, jer je služio kao rasadnik misionara koji su kasnije pratili vojske Karla Velikog i na taj način pokrstili poganske Sase.
Početnu donaciju za osnutak samostana potpisao je Karloman, sin Karla Martela. Potporu, koja je bila neobično važna za uspjeh misije sv. Bonifacija, pružao je i majordom dvora, a kasnije su nastavili vladari Pipinidi i Karolinzi. Samostan Fulda je također uživao potporu mnogih vodećih obitelji karolinškog svijeta. Sv. Sturm, koji je bio opat samostana najvjerojatnije od 747. do 779., dobivao je velike donacije od brojnih knezova od Bavarske do Elzasa. Te su donacije pomogle samostanu u Fuldi da osnuje sestrinske samostane u Johannesbergu i Petersbergu u neposrednoj blizini Fulde (danas su to zapravo dijelovi grada Fulde).
Nakon njegove mučeničke smrti kod Frižana, relikvije sv. Bonifacija donijete su u Fuldu. Zbog slave koju je uživao, važnost samostana je porasla, a time i njegovi prihodi, tako da je uprava samostana i nadalje osnivala sestrinske samostane čak i u vrlo udaljenim krajevima, na primjer u Hamelnu (Donja Saska). Sv Lullus, jedan od sljedbenika sv. Bonifacija je kao nadbiskup Mainza pokušao podvrgnuti samostan u Fuldi pod vlast svoje nadbiskupije, ali nije uspio u svojoj namjeri. Zbog toga je osnovao samostan Hersfeld, kako bi ograničio utjecaj Fulde.
Od samog osnutka samostan u Fuldi i njegovi posjedi uživali su poseban status i bili su podložni jedino rimsko-njemačkom caru. Fulda je postala sjedište biskupije 1752. godine, a kneževi - opati samostana time su dobili dodatnu titulu kneza-biskupa. Oni su vladali Fuldom i okolicom (biskupijom) sve do 1802. godine, kad ih je Napoleon razvlastio.
Za protureformacije Fulda je doživjela temeljnu barokizaciju u 18. stoljeću, zbog čega danas nosi epitet baroknog grada, poput našeg Varaždina. U baroknom stilu je prepravljena katedrala (1704. – 1712.) i Dvorac Fulda (Stadtschloss) (1707. – 1712., graditelj Johann Dientzenhofer). U istom stilu izgrađena je i župna crkva sv. Blaža, između 1771. – 1785. godine.
Godine 1764., za vladavine kneza-biskupa Heinricha von Bibra osnovana je manufaktura porculana, ali je ubrzo nakon njegove smrti 1789. godine zatvorena za njegova nasljednika Adalberta von Harstalla. Zbog svoje kvalitete, ali i malobrojnih očuvanih primjeraka, porculan ove manufakture je izuzetno cijenjen kod kolekcionara.

### Značaj Fulde za hladnoga rata
Fulda je na izuzetno važnom strateškom putu, preko kojeg su uvijek išle invazije istok-zapad. Preko Fulde je išao i Napoleonov pohod na istok, a i mnogi drugi. Za vrijeme hladnog rata, granica između Istočne i Zapadne Njemačke protezala se 20 kilometara istočno od Fulde, tako da su s obje strane granice bile koncentrirane velike vojne snage (sovjetske te američke i njemačke snage).
Američka vojska držala je u Fuldi isprva 14., a poslije 11. oklopno-konjičku pukovniju koja je trebala svojim tenkovima i helikopterima primiti na sebe prvi udar eventualnog tenkovskog napada iz Istočne Njemačke u ime američkog V. korpusa i omogućiti mu daljnju borbu.

## Gradovi prijatelji
- Como, Italija (1960.)
- Arles, Francuska (1964.)
- Sergijev Posad, Rusija (1991.)
- Wilmington, Delaware, SAD (1997.)
- Litomerice, Češka (2001.)

## Poznate osobe iz Fulde
- Adam iz Fulde, skladatelj (oko 1445. – 1505.)
- Karl Ferdinand Braun, fizičar, nobelovac (1850. – 1918.)
- Gereon Goldmann, franjevac (1916. – 2003.)
- Sebastian Kehl, nogometaš
- Franz Kaspar Lieblein, botaničar (1744. – 1810.)
- Tobias Sammet, pjevač te ostali članovi heavy metal sastava Edguy

## Vanjske poveznice
- Službene stranice grada (njem.)(engl.)
- Vodič po muzejima i kulturnim znamenitostima Fulde (njem.)
- Veleučilište Fulda (University of Applied Science)  Arhivirana inačica izvorne stranice od 29. studenoga 2015. (Wayback Machine) (njem.)